# Vidrio óptico

Un doblete acromático consigue concentrar la luz roja y la azul en el mismo foco, siendo el primer ejemplo de una lente acromática

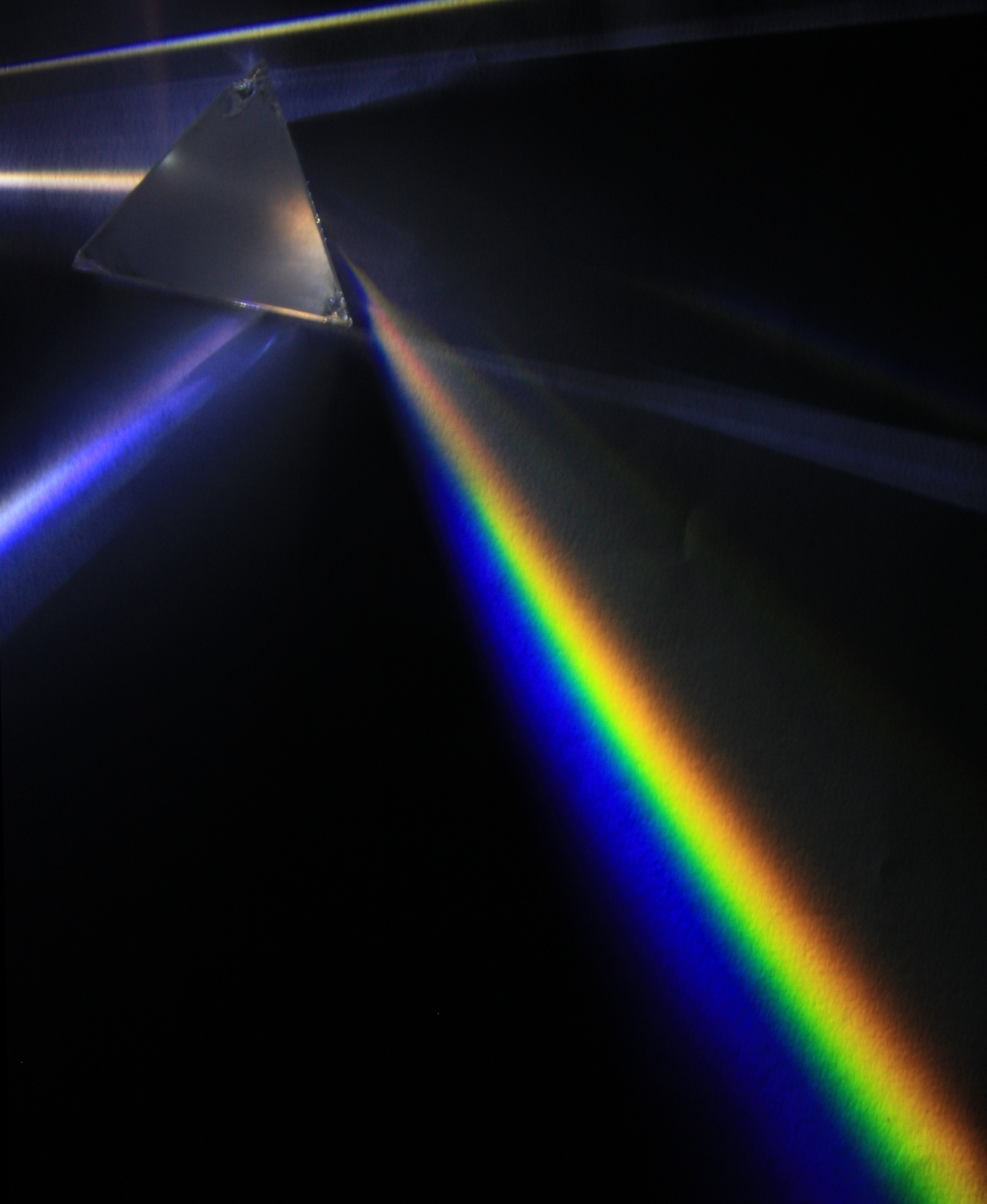
Fotografía de un prisma triangular de vidrio flint, dispersando la luz de una lámpara de vapor de mercurio

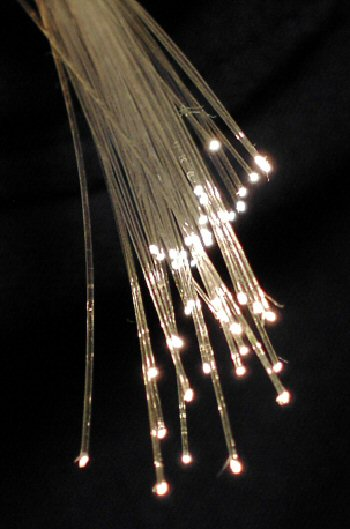
Un haz de fibras ópticas

Se conoce como vidrio óptico a una serie de materiales vítreos que por sus especiales características relativas a su índice de refracción y a su número de Abbe, reúnen las propiedades necesarias para ser utilizados en la fabricación de dispositivos ópticos, tales como lentes, espejos, a añadido a partir de la segunda mitad del siglo XX la fibra óptica.

## Historia
La construcción de objetivos que solucionasen el problema de la distorsión de las imágenes ampliadas asociado a la aberración cromática y a la aberración esférica (tanto en microscopios como en telescopios refractores) llevó a la búsqueda de métodos de corrección utilizando conjuntos de lentes que aprovechasen las distintas propiedades ópticas de vidrios diferentes.
La solución llegó de la mano de un astrónomo aficionado británico, Chester Moore Hall, que ideó en el siglo XVIII el primer diseño de un doblete de lentes acromáticas, utilizando una lente de vidrio flint y otra de vidrio crown. El diseño llegó hasta el fabricante de telescopios John Dollond, que dio al descubrimiento la importancia que merecía. El siguiente paso lo dio su hijo Peter, que diseñó la primera lente apocromática que mejoraba el diseño de las anteriores. Fue el alemán Ernst Abbe, en colaboración con su socio Carl Zeiss, quien sentó las bases científicas de la fabricación de lentes a partir del estudio sistemático del vidrio a finales del siglo XIX. Ya en el siglo XX, se diseñaron las lentes superacromáticas, para las que es necesario utilizar vidrio de fluorita en combinación con los otros dos tipos de vidrio.
Por el contrario, espejos y prismas sencillos no tienen requerimientos tan complejos como las lentes respecto al vidrio que utilizan, siendo más importantes tanto la parte del espectro respecto a la que son transparentes, como su estabilidad térmica y mecánica, y su trabajabilidad de cara a dotar a estos elementos de una geometría precisa. Sin embargo, en ciertos aparatos como los espectrógrafos o montajes de prismas múltiples, las condiciones de los vidrios utilizados deben ser tenidas en cuenta con el mismo cuidado que en el caso de las lentes.

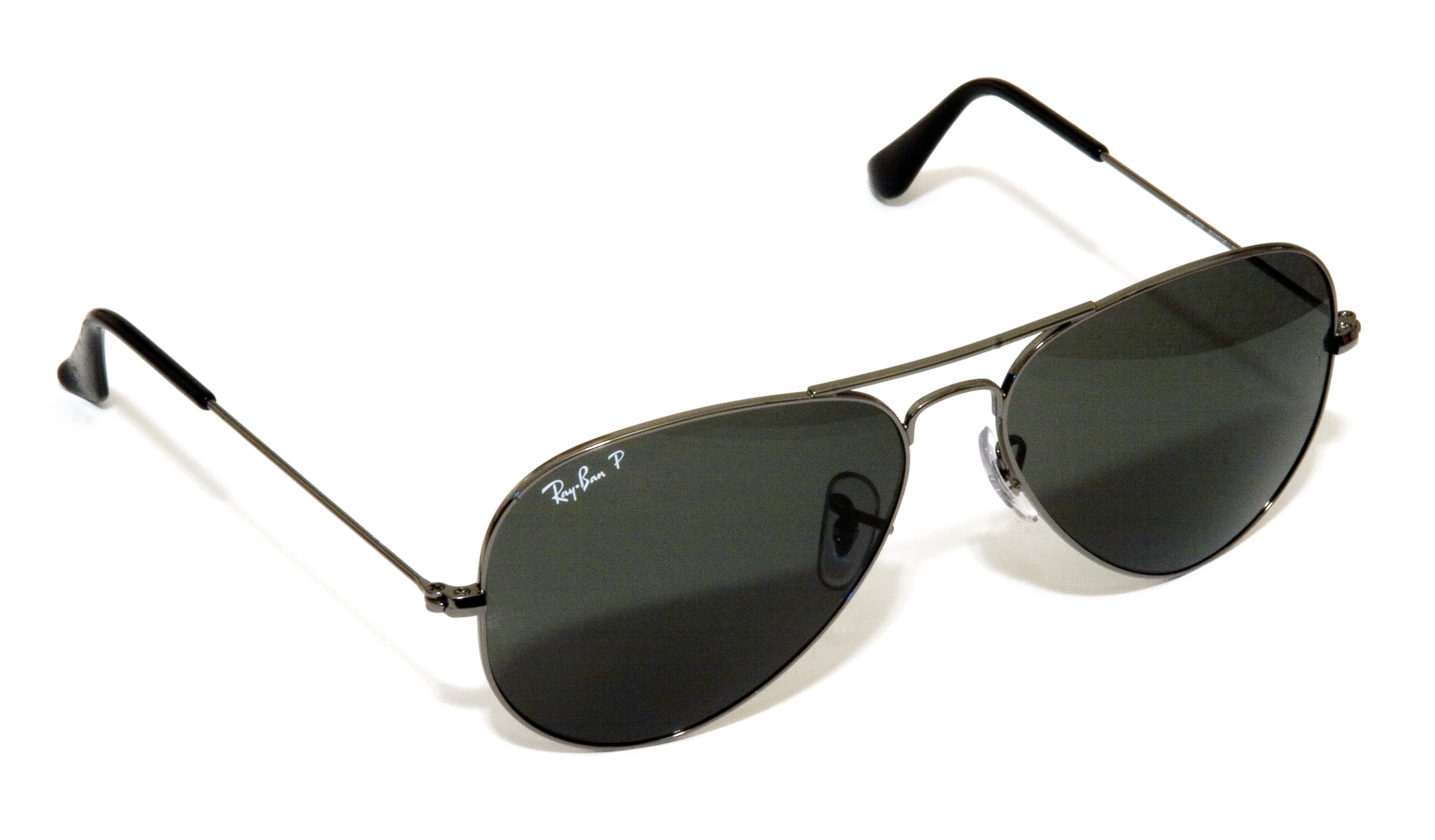
Ray-Ban Aviator

Un caso especial respecto a las características exigibles a los vidrios de las lentes los representa la óptica oftalmológica, donde los requerimientos de resistencia y ligereza de las gafas, hacen que los vidrios orgánicos puedan competir ventajosamente con los inorgánicos, aunque sus propiedades ópticas normalmente sean inferiores, y al tener menor dureza, se deterioren más fácilmente. El vidrio crown, debido a su ligereza, transparencia y menor precio, suele ser el más utilizado en la fabricación de gafas con graduaciones reducidas. Sin embargo, cuando se requieren correcciones fuertes, se utiliza el vidrio flint, más pesado, pero que presenta la ventaja de necesitar menores espesores por su mayor índice de refracción. 
En la fibra óptica, cuya tecnología a gran escala se empezó a desarrollar en la segunda mitad del siglo XX, es especialmente importante la pureza del vidrio utilizado, de la que depende reducir al máximo la atenuación de las señales transmitidas, así como sus propiedades mecánicas, para evitar problemas de fragilidad y de rotura cuando se manejan los cables.

## Tipos de vidrios ópticos

### Vidrio crown
- Es el vidrio óptico por excelencia. Incoloro, y con una elevada transparencia. Su composición típica aproximada es de un 73% de sílice ({\displaystyle {\ce {SiO2}}}), en combinación con óxidos de metales ligeros (potasio 17% {\displaystyle {\ce {K2O}}}; sodio 5% {\displaystyle {\ce {Na2O}}}; calcio 3% CaO; aluminio 2% {\displaystyle {\ce {Al2O3}}}). La principal diferencia con el vidrio normal es su pureza, requiriéndose en su composición una ausencia casi absoluta de otros óxidos bastante comunes, como los de hierro y de azufre.
- Su índice de refracción se sitúa entre 1,5 y 1,6; y su número de Abbe está próximo a 60.

### Vidrio flint
- Es un vidrio de fabricación más compleja, por la intervención de metales pesados, lo que le proporciona una mayor densidad. Su composición típica aproximada es de un 64% de sílice ({\displaystyle {\ce {SiO2}}}), en combinación con un 24% de óxido de plomo PbO, y siendo el resto óxidos de metales ligeros (potasio 8% {\displaystyle {\ce {K2O}}}; sodio 6%  {\displaystyle {\ce {Na2O}}}). La principal diferencia con el vidrio normal es la presencia de óxido de plomo, siendo también la ausencia de impurezas un requisito imprescindible de su fabricación.
- Su índice de refracción se sitúa entre 1,5 y 2; y su número de Abbe está próximo a 50.

### Vidrio fluorado
- Un vidrio "ZBLAN" (a base de fluoruros de zirconio, bario, lantano, aluminio y sodio) presenta una composición en la que el zirconio es predominante: (53% ZrF4 - 20% BaF2 - 4% LaF3 - 4% AlF3 - 19% NaF)
- Un caso especial son las lentes de fluorita (fluoruro de calcio CaF2) (índice de refracción 1,4 y número de Abbe de 95), que se utilizan en las lentes superacromáticas.

### Fibra óptica
- En este caso, la principal característica que se busca es una atenuación mínima de la señal luminosa, para lo que la solución consiste en confeccionar las fibras de sílice puro (SiO2, prácticamente idéntico al cuarzo puro o cristal de roca), con una pequeña proporción de aditivos que mejoran su comportamiento mecánico).
- El índice de refracción de la sílice es de 1,54; y su número de Abbe de 67,8.[1]